# 올렉산드라 티모셴코
올렉산드라 올렉산드리우나 티모셴코(우크라이나어: Олекса́ндра Олекса́ндрівна Тимоше́нко, 러시아어: Алекса́ндра Алекса́ндровна Тимоше́нко 알렉산드라 알렉산드로브나 티모셴코[*], 1972년 2월 18일~)는 우크라이나의 전직 리듬 체조 선수이다. 1992년 하계 올림픽에서 개인종합 금메달을 획득했으며 소련 해체 후 우크라이나 최초의 올림픽 금메달리스트이다. 또한 1989년 세계 선수권 대회에서 개인종합 우승을 차지했고 1988년 유럽 선수권 대회 개인종합 우승을 차지했다.